# 조약돌

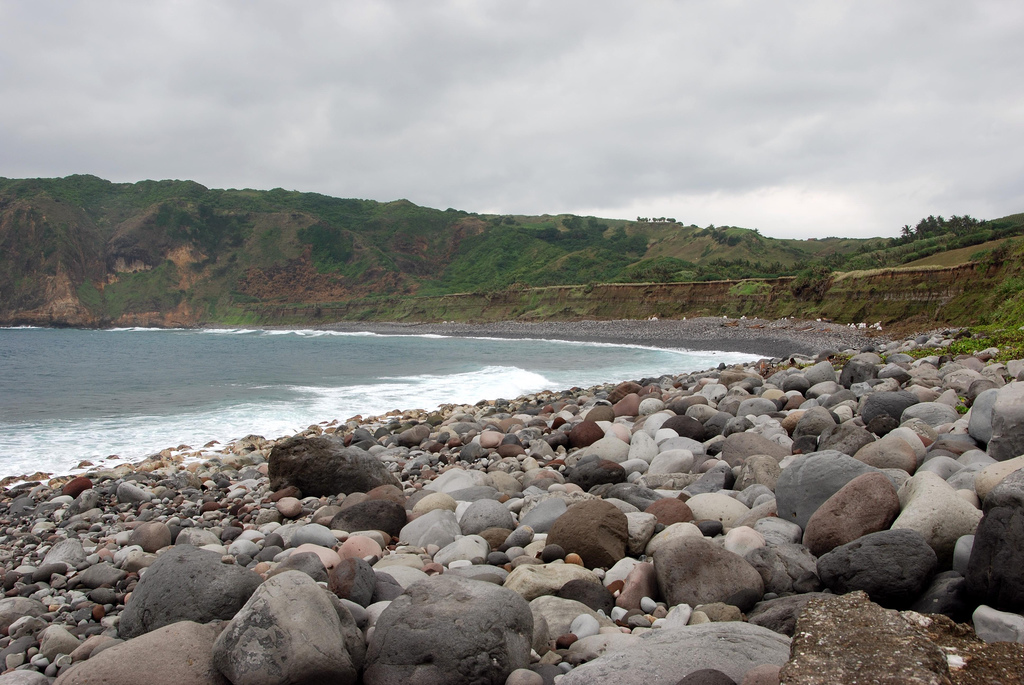

조약돌(pebble)은 입자 직경 2 ~ 64 밀리미터의 돌이다. 2 ~ 4 밀리미터의 granules 보다는 크고, 64 ~ 256 밀리미터인 율석보다는 작다. 주로 조약돌로 이루어진 암석을 역암이라고 한다. 조약돌 도구는 인류 역사의 구석기 시대부터 시작되는 가장 초기에 알려진 인공 유물 중 하나이다.
주로 표면의 조약돌로 구성된 해변을 일반적으로 역빈이라고 한다. 이러한 유형의 해변은 파도 침식에 대한 보호 특성을 갖고 있을 뿐만 아니라 동식물의 서식지를 제공하는 생태적 틈새를 가지고 있다.
해안가의 조약돌 제방은 잉글랜드의 오레강 입구와 같은 일부 위치에 존재하며, 이곳의 움직이는 조약돌 제방은 항해에 상당한 어려움을 준다.
조약돌은 다양한 색상과 질감으로 나타나며, 석영이나 기타 광물의 정맥이라고 알려진 줄무늬를 가질 수 있다. 조약돌은 대부분 부드럽지만 바다와 접촉하는 빈도에 따라 다른 암석이나 조약돌과 접촉한 흔적이 있을 수 있다. 최고 수위선 위에 남겨진 조약돌에는 이끼류와 같은 유기체가 자랄 수 있으며 이는 바닷물과의 접촉이 부족함을 의미한다.

## 같이 보기
- 자갈
- 암석